# Queen of Love
Albums de Wink
Crescent
(1990) Sapphire
(1991)
Singles
1. Kitto Atsui Kuchibiru ~Remain~
Sortie : 20 mars 1991
2. Manatsu no Tremolo
Sortie : 19 juin 1991

Queen of Love est le 6e album original du duo japonais Wink, sorti en 1991.

## Présentation
L'album sort le 10 juillet 1991 au Japon sous le label Polystar, sept mois après le précédent. Il atteint la 6e place de l'Oricon et reste classé pendant 7 semaines.
Deux des chansons de l'album, Kitto Atsui Kuchibiru ~Remain~ et Manatsu no Tremolo, étaient déjà sorties en singles en mars et juin précédents ; Manatsu no Tremolo est modifiée pour l'album.
Quatre autres chansons sont interprétées en solo : Mysterious ~Manatsu no Yoru no Yume~ et Yoru no Tsuki, Hiru no Tsuki par Shoko Aida, et Ichinen Mae no Koibito et Siesta par Sachiko Suzuki.
Quelques titres de l'album sont des reprises de chansons occidentales adaptées en japonais : 
- Fun Fun Fun est une reprise de la chanson Fun, Fun, Fun du groupe The Beach Boys sortie en single en 1964 ;
- Yoru no Tsuki, Hiru no Tsuki est une reprise de la chanson Night And Day de Bette Midler sortie en single début 1991 ;
- Mighty Mighty Love est une reprise de la chanson In the Year 2525 de Zager and Evans sortie en single en 1969.

## Liste des titres
- Arrangements de Satoshi Kadokura.

| 1.  | Manatsu no Tremolo (Album Version) (真夏のトレモロ)              | Neko Oikawa                   | Takashi Kudo                  | 4:40 |
| 2.  | Omoide ni Good Luck (想い出にGood Luck)                          | Neko Oikawa                   | Takashi Kudo                  | 4:10 |
| 3.  | Mysterious ~Manatsu no Yoru no Yume~ (Mysterious ~真夏の夜の夢~) | Roxanne Seeman, Joe Curiale   | Roxanne Seeman, Joe Curiale   | 4:14 |
| 4.  | Ichinen Mae no Koibito (一年前の恋人)                            | Machiko Ryuu                  | Takao Kisugi                  | 4:49 |
| 5.  | Fun Fun Fun                                                      | Brian Wilson, Mike Love       | Brian Wilson, Mike Love       | 3:34 |
| 6.  | Abuku ni Naru ~Endless Summer~ (泡になる ~Endless Summer~)       | Rui Serizawa                  | Junko Hirotani                | 5:24 |
| 7.  | Siesta (シエスタ)                                                | Rui Serizawa                  | Masaya Ozeki                  | 4:36 |
| 8.  | Kitto Atsui Kuchibiru ~Remain~ (きっと熱いくちびる ～リメイン～) | Neko Oikawa                   | Asato Sekine                  | 4:39 |
| 9.  | Yoru no Tsuki, Hiru no Tsuki (夜の月、昼の月)                    | Billie Hughes, Roxanne Seeman | Billie Hughes, Roxanne Seeman | 5:01 |
| 10. | Mighty Mighty Love                                               | Rick Evans                    | Rick Evans                    | 4:41 |